# Xã Fayetteville, Quận Washington, Arkansas
Xã Fayetteville (tiếng Anh: Fayetteville Township) là một xã thuộc quận Washington, tiểu bang Arkansas, Hoa Kỳ. Năm 2010, dân số của xã này là 73.580 người.